# Траян Патрикий
Вижте пояснителната страница за други личности с името Траян.
Траян Патрикий (на лат.: Traianus Patricius; на гръцки: Τραϊανός Πατρίκιος, Traianos Patrikios) e византийски историк по времето на император Юстиниан II (упр. 685–695, 705–711).
Траян получава титлата patricius (патриций). Споменава се във византийската историческа енциклопедия Суда (tau,901), че е съставил историческа хроника и че е православен християнин. Историческото му произведение не е запазено. Вероятно е писал за събитията от 7 век (вер. 668) до 713 или 720 година.